# フアン・マヌエル・ガルシア・ガルシア
フアンマ（Juanma）ことフアン・マヌエル・ガルシア・ガルシア（Juan Manuel García García、1993年2月20日 - ）は、スペイン・アンダルシア州ラ・リンコナダ出身のサッカー選手。アルバセテ・バロンピエ所属。ポジションはFW。

## クラブ経歴
アンダルシア州のラ・リンコナダに生まれ、2001年にレアル・ベティスのカンテラに入団した。2012-13シーズン、テルセーラ・ディビシオンのコリアCFにレンタル移籍し、キャリアをスタートさせた。
2013年8月10日、レアル・ベティスを退団し、CDアルカラに加入した。
2014年1月23日、古巣であるレアル・ベティスのBチームに復帰すると、2014年3月2日、ラ・リーガのビジャレアルCF戦にて、フアンフランとの交代でトップチームデビューを果たした。